# Holby City
Holby City é uma soap opera britânica exibido pela BBC One, é um spin-off de Casualty.